# Frisco (Texas)
Frisco is een plaats (city) in de Amerikaanse staat Texas, en valt bestuurlijk gezien onder Collin County en Denton County.

## Geschiedenis
De plaats kreeg bij de opening van het postkantoor in 1902 de naam Frisco City, naar de spoorwegmaatschappij St. Louis, San Francisco and Texas Railway die 'Frisco' als bijnaam had. Voordien heette de plaats Emerson, naar de bankier en boerderij-eigenaar Francis Emerson. Hij had beloofd een bank te openen mits de plaats naar hem zou worden genoemd, maar de bank kwam er nooit. Tevens zorgde de plaatsnaam Emerson voor verwarring met de plaats Emberson.
Begin 20e eeuw kreeg Frisco een officiële status. Het aantal inwoners groeide tot 1000 in 1914. Economisch gezien draaide Frisco voornamelijk op landbouwproducten, zoals graan. In 1913 kreeg Frisco aansluiting op het elektriciteitsnet.
Het aantal inwoners groeide tot 1184 in 1960, waarna het in de volgende twee decennia bijna verdrievoudigde dankzij de groei van de nabijgelegen steden Dallas en Plano. Het agrarische karakter van Frisco veranderde langzaam in dat van een voorstad van Dallas.

## Demografie
Bij de volkstelling in 2000 werd het aantal inwoners vastgesteld op 33.714.
In 2006 is het aantal inwoners door het United States Census Bureau geschat op 80.499, een stijging van 46785 (138.8%).

## Geografie
Volgens het United States Census Bureau beslaat de plaats een oppervlakte van
181,4 km², waarvan 181,0 km² land en 0,4 km² water. Frisco ligt op ongeveer 208 m boven zeeniveau.

## Plaatsen in de nabije omgeving
De onderstaande figuur toont nabijgelegen plaatsen in een straal van 12 km rond Frisco.